# トマス・ミフリン
トマス・ミフリン（英: Thomas Mifflin、1744年1月10日 - 1800年1月20日）は、アメリカ、ペンシルベニア植民地出身の商人、政治家である。アメリカ独立戦争中の大陸軍では少将を務め、ペンシルベニア議会議員、大陸会議ではペンシルベニア代表となり、大陸会議の後の連合会議では第5代議長を務めた。また、1787年のアメリカ合衆国憲法制定会議でも代議員となった。その後、ペンシルベニア州議会議長、ペンシルベニア州最高執行委員会議長、およびペンシルベニア州知事を務めた。 

## 生い立ちおよび家族
トマス・ミフリンは、1744年1月10日にペンシルベニアのフィラデルフィアで、ジョン・ミフリンとエリザベス・バグノール夫妻の息子として生まれた。ミフリンはカレッジ・オブ・フィラデルフィア、現在のペンシルベニア大学を1765年に卒業し、ウィリアム・ビドルの商売に加わることになった。ミフリンは1765年にヨーロッパ旅行から戻った後、弟のジョージ・ミフリンと共同経営の商売を始めた。1765年3月4日には従妹のサラ・モリスと結婚した。ミフリンはアメリカ哲学者協会の会員であった。

## アメリカ独立戦争
ミフリンは1772年からペンシルベニア植民地議会議員であったが、1774年、第一次大陸会議のペンシルベニア代表となり、1775年の第二次大陸会議開始まで務めた。アメリカ独立戦争の初期、ミフリンは大陸会議を離れ大陸軍に従軍した。ミフリンの一族は4世代にわたるクエーカー教徒であったが、軍隊への従軍は平和を愛する信条に反するものとして、友会から破門された。ミフリンは少佐に任命され、続いてジョージ・ワシントン将軍の副官となり、1775年8月14日には軍で初めての補給局長となった。ミフリンはこの仕事を良くこなしたが、前線に出たいと思った。ミフリンは実戦の指揮により大佐に、さらに准将に昇進した。ミフリンは補給局長の職から解放されたいと願い出たが、大陸会議は替わりの者を見つけることが難しく、ミフリンを留まるように説得した。

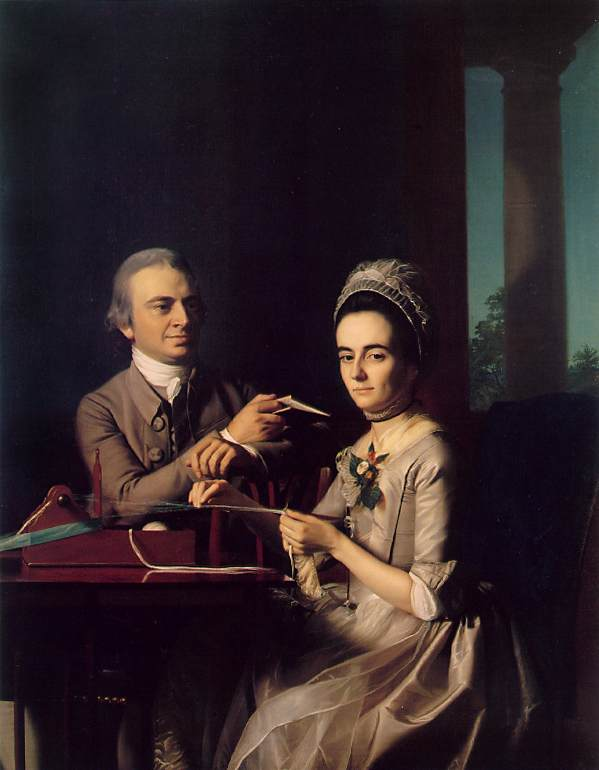
ミフリン夫妻 byJohn Singleton Copley, 1773.

大陸会議では、大陸軍をもっと効果的なものにするか、各植民地でそれぞれの軍隊を持つべきか、について議論された。この議論の結果、戦争委員会が創設されミフリンは1777年から1778年まで委員会に務めた。ミフリンはその後大陸軍に戻ったが、あまり活動的な役割が回って来ず、しかも補給局長のときの仕事が批判されるようになった。ミフリンは横領で告訴され査問に呼び出されたが、結局何も起こらなかった。ミフリンはこの時少将で辞任したが、大陸会議は辞任後もミフリンの助言を求め続けた。

## 政歴
ミフリンは、大陸会議を継いだ連合会議のペンシルベニア代表となり（1782年 - 1784年）、この間1783年11月3日から1784年10月31日まで連合会議の第5代議長となった。その後ペンシルベニア議会議員（1785年 - 1788年）を務めていた1787年にアメリカ合衆国憲法制定会議でも代議員となり、憲法の署名者となった。ミフリンはペンシルベニア州最高執行委員会の一員となり、1788年11月5日にベンジャミン・フランクリンの後任でその議長となり、1789年11月11日にも全会一致で再選された。ミフリンは1790年のペンシルベニア州憲法の起草をする委員会を差配した。この憲法では執行委員会を終わらせ、一人の州知事に置き換えることとした。1790年12月21日、ミフリンはペンシルベニアの最後の議長となり、同時に初代ペンシルベニア州知事となった。ミフリンは州知事を1799年12月17日まで務め、トマス・マッキーンに引き継いだ。ミフリンは一議員に戻り、翌年亡くなるまでその職にあった。

## ミフリンの死と遺産
ミフリンは1800年1月20日ペンシルベニア州ランカスターで亡くなり、トリニティ・ルーテル教会の前に埋葬された。ペンシルベニア州は1776年のペンシルベニア憲法下の初代と最後の議長を記念するものとしてトマス・ウォートンとミフリンの名前を教会に記念碑を造った。この記念碑は1975年に除幕されランカスターのデューク・ストリートに在る。その碑には次の様に記されている。
神聖なる三位一体(Holy Trinity)

1730年設立。
最初の教会の建物で1762年にインディアン条約の議論が行われた。
現在の建物は1766年に開所された。
ここにトマス・ウォートン (1778)とトマス・ミフリン知事 (1800)の遺体が眠る。
Founded in 1730.
 A session for an Indian treaty was held in the original church building in 1762.
 The present edifice was dedicated in 1766. 
Here are interred the remains of Thomas Wharton (1778) and Gov. Thomas Mifflin (1800).
ペンシルベニアの少なくとも6つの町がミフリンにちなんで名付けられた。ペンシルベニア州ミフリン郡はミフリンの名前にちなんで名付けられた。ユニオン郡のヤングマンタウンとローテスタウンが1827年に合併した時、新しいボロは初代州知事にちなんでミフリンバーグと名付けられた。バージニア州のリー砦にあるアメリカ合衆国陸軍補給局センターおよび学校の主たる建物はミフリン・ホールと名付けられた。